# Округ Хамилтон (Ајова)
Округ Хамилтон (енгл. Hamilton County) је округ у америчкој савезној држави Ајова.

## Демографија
По попису из 2010. године број становника је 15.673, што је 765 (-4,7%) становника мање 2000. године.
| Група             | 2000.          | 2010.          |
| Белци             | 15.792 (96,1%) | 14.344 (91,5%) |
| Афроамериканци    | 38 (0,2%)      | 50 (0,3%)      |
| Азијати           | 240 (1,5%)     | 311 (2,0%)     |
| Хиспаноамериканци | 234 (1,4%)     | 782 (5,0%)     |
| Укупно            | 16.438         | 15.673         |